# MV Savarona
Le MV Savarona est un yacht à moteur de luxe d'État. Il était le plus grand du monde lors de son lancement en 1931, et reste, avec une longueur de 136,2 m (446 pieds), l'un des plus longs du monde. Il est la propriété de la République de Turquie, qui l'a loué à Kahraman Sadıkoğlu (en) pour une période de 49 ans se terminant en 2038.
L'architecture navale a été confiée à Diana Yacht Design B.V. et Cox & Stevens, tandis que le design extérieur est réalisé par Cox & Stevens, et l'extérieur par Donald Starkey Designs.

## Historique
Nommé d'après le nom d'un cygne noir australien, le Savarona a été conçu par Gibbs & Cox en 1931 pour une héritière américaine, Emily Roebling Cadwallader, petite-fille de John Augustus Roebling, ingénieur du pont de Brooklyn. Le navire a été construit par Blohm & Voss à Hambourg en Allemagne. Il a coûté environ 4 millions de dollars (57 millions en dollars de 2010). Équipé de gyro-stabilisateurs Sperry, il a été décrit en 1949 par Jane's Fighting Ships comme « probablement le yacht le plus somptueusement aménagé à flot ».
En 1938, le gouvernement turc rachète le yacht pour 1 million de dollars pour le chef de file Mustafa Kemal Atatürk comme nouveau yacht d'État, qui a passé seulement six semaines à bord avant de mourir quelques mois plus tard.
La légende veut que lors d'une visite officielle du roi Édouard VII sur le yacht d’État de l’époque, l’Ertuğrul, le roi se soit sali par de la suie tombée de la cheminée, et qu'Atatürk, vexé, ait ordonné l'achat d'un nouveau yacht d'État.
Tout au long de la Seconde Guerre mondiale, le navire se trouve au repos dans la baie de Kanlıca sur le Bosphore. En 1951, il est converti en navire de formation, le Güneş Dil, pour les forces navales turques.
En octobre 1979, le navire est détruit par un incendie à l'Académie navale turque au large de l'île Heybeliada dans la mer de Marmara. Il est resté pratiquement abandonné pendant dix ans.
En 1989, il est affrété pour 49 ans à l'homme d'affaires turc Kahraman Sadikoglu. Sur trois ans, sa société le rénove complètement pour un montant d'environ 45 millions de dollars, en supprimant les turbines à vapeur originales et en installant des moteurs modernes diesel Caterpillar. Le bateau a été reconstruit aux chantiers navals de Tuzla à Tuzla, une banlieue d'Istanbul, dans le but de servir les invités célèbres et importants et aider à garder la mémoire d'Atatürk en vie.
En 2013, le MV Savarona détient le titre du douzième plus grand yacht privé du monde, avec ses 136,20 m de long.

## Caractéristiques
La coque du Savarona, ainsi que sa superstructure sont en acier, d'une largeur de 16 m et d'un tirant d'eau de 6,10 m pour un déplacement de 5 710 t.
Motorisé par 2 moteurs diesel Caterpillar Inc. modèle 3608 DITA, pour une puissance totale de 7 800 ch (5 400 kW), le yacht atteint une vitesse de croisière de 15,5 nœuds (28,7 km/h) avec une vitesse maximum de 18 nœuds (33 km/h). Les 450 000 litres de son réservoir permettent au Savarona de naviguer  sur 9 000 milles (16 700 km) à 15 nœuds.
Le Savarona dispose de 17 suites de 45 mètres carrés, d'une piscine, d'un hammam en marbre de 65 tonnes et de 80 mètres carrés, d'un grand escalier garni d'or qui a survécu de sa construction originale, d'une salle de cinéma et d'une salle de bibliothèque dédiée à Atatürk, qui est meublée avec beaucoup d'artéfacts personnels.
Le yacht est mis à la location pour la somme de 385 000 € par semaine, équipage inclus.